# لیوبان، بلاروس
لیوبان (به لاتین: Lyuban) یک منطقهٔ مسکونی در بلاروس است که در منطقه مینسک واقع شده‌است. لیوبان ۱۱٬۲۵۶ نفر جمعیت دارد.